# Anthem Records
Anthem Records – niezależna wytwórnia płytowa z siedzibą w Toronto. Została założona w maju 1977 roku przez Raya Dannielsa oraz Vica Wilsona, początkowo współpracując z takimi grupami jak Rush, Max Webster, Liverpool oraz A Foot in Coldwater.